# Cyamus balaenopterae
Cyamus balaenopterae is een vlokreeftensoort uit de familie van de Cyamidae. De wetenschappelijke naam van de soort is voor het eerst geldig gepubliceerd in 1931 door Keppel Harcourt Barnard.